# Lummi indiánok
A lummi indiánok (kiejtése: lʌmi; lummi nyelven Xwlemi, más néven Lhaq'temish) az USA Washington államának Whatcom megyéjében élő népcsoport. A képviseleti feladatokat ellátó Lummi Indián Nemzet székhelye Bellinghamben található.
A 2010. évi népszámlálási adatok alapján 4706 főt számláló, 52,6 km2 területű Lummi rezervátum Bellinghamtől nyugatra, a kanadai határtól 32 km-re fekszik.

## Történet
A 19. században katolikus misszionáriusok az itt élő őslakosok jelentős hányadát áttérítették a keresztény hitre. A népcsoport által a környékbeli szigetek körül alkalmazott hálós halászat az állami hal- és vadügyi hivatal szerint a halászás hatékony módja. A térség népességének és vállalkozásainak szaporodása miatt az indiánok területi védelmet kaptak, hogy a gyakorlatot továbbra is folytathassák.
A 2007. július 30. és augusztus 4. között megrendezett potlachra Washington államból és Brit Columbia tartományból 68 család érkezett. 2017-ben a Cooke Aquaculture Pacific, LLC halkeltetője hálójának átszakadása miatt több ezer, a térségben nem őshonos lazac jutott ki a nyílt vízre. Az állomány többségének begyűjtését a lummik végezték el.

## Fordítás
- Ez a szócikk részben vagy egészben  a   Lummi című angol Wikipédia-szócikk ezen változatának fordításán alapul.  Az eredeti cikk szerkesztőit annak laptörténete sorolja fel. Ez a jelzés csupán a megfogalmazás eredetét és a szerzői jogokat jelzi, nem szolgál a cikkben szereplő információk forrásmegjelöléseként.